# Turrón de Alicante

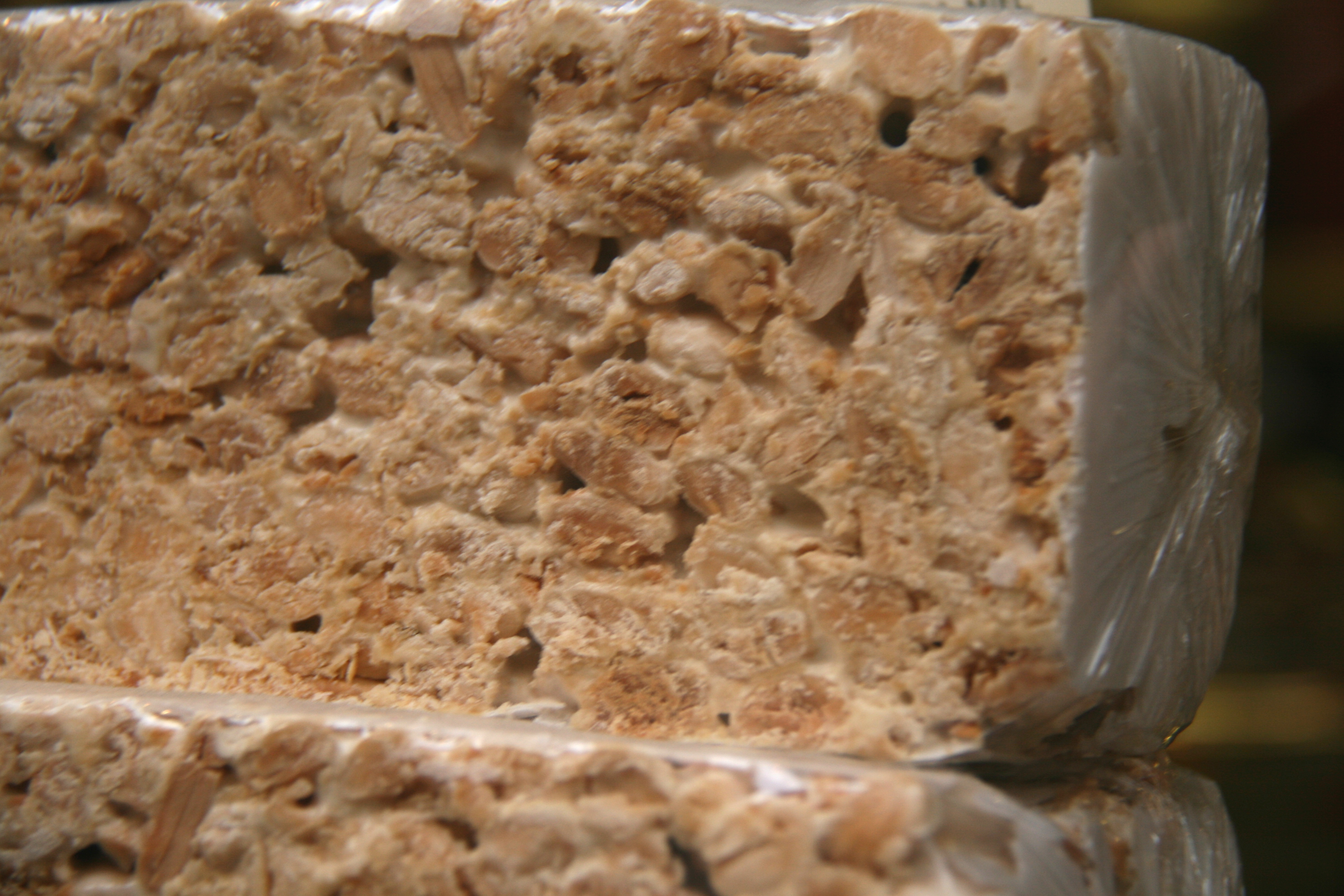
Turrón de Alicante

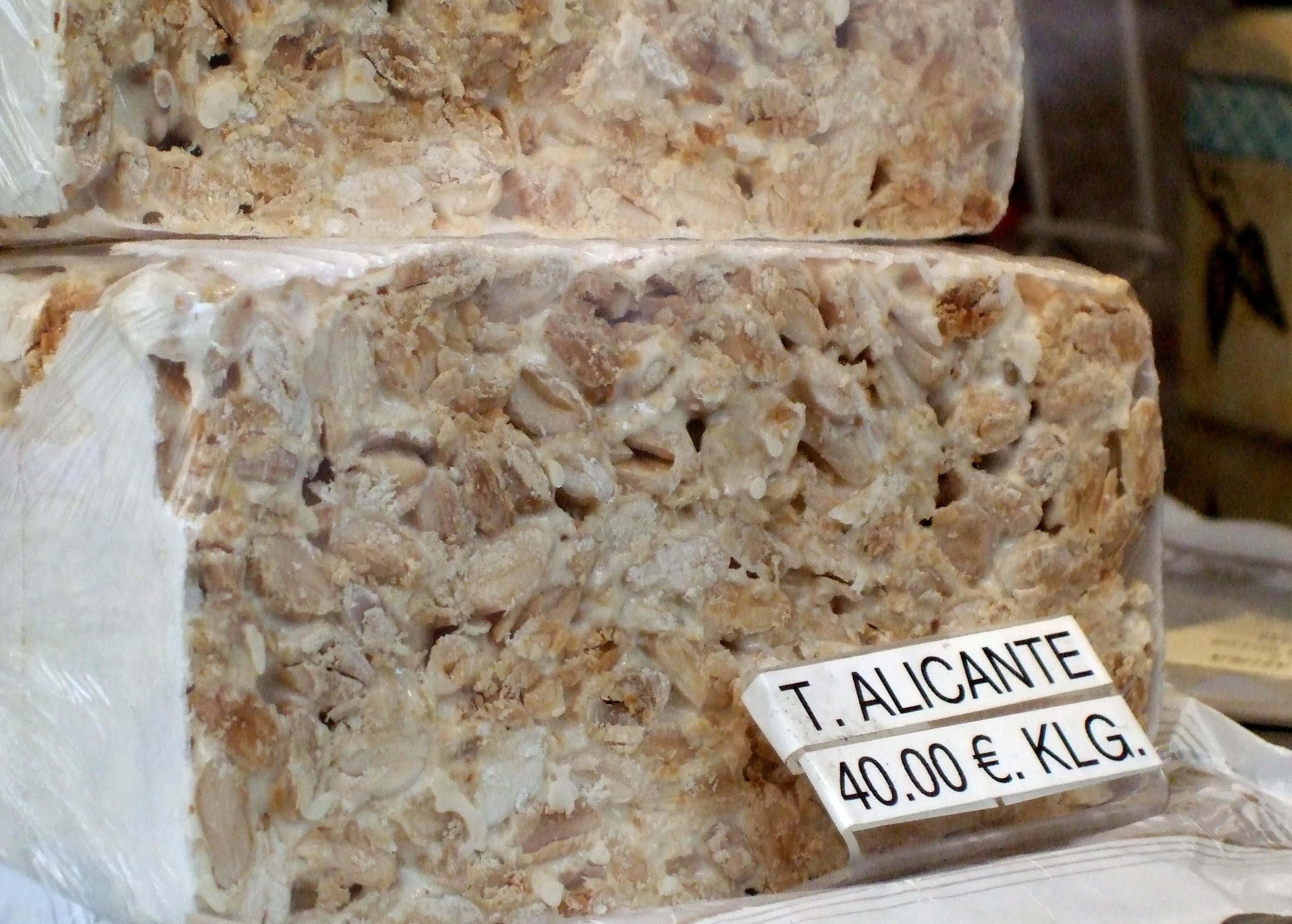
Se puede ver el contenido de almendras

El Turrón de Alicante es un turrón elaborado con almendras enteras ligeramente tostadas y miel. Es típico de la provincia de Alicante. Existe un Consejo Regulador de Jijona y Turrón de Alicante encargado de que la Denominación de Origen cumpla con todos y cada uno de los requisitos necesarios para pertenecer a la Indicación Geográfica Protegida. El turrón de Alicante se consume en cualquier época del año, pero su demanda crece en los meses de Navidad. La popularidad es tanta en toda España que en la mayoría de las casas se consume en las fechas navideñas.

## Características
Las almendras son el principal ingrediente del turrón de Alicante. Debe tener, por lo menos, un contenido de un 46% de peso de almendras. La almendra pelada se tuesta en unos tambores giratorios denominados tostadores, cuando la almendra alcanza un punto de tostado se añade clara de huevo diluida como blanqueante para conseguir el denominado "punto de bola". La miel empleada debe ser de la Comunidad Valenciana, se calienta y se añade a las almendras tostadas removiendo la mezcla con palas. La masa resultante vierte en moldes en forma de cajones recubiertos de obleas (o pan de ángel), estas piezas de entre cinco y seis kilos eran los que empleaban antes los turroneros cuando se desplazaban vendiendo sus bloques, bien al corte o al detalle.

## Usos
Este tipo de turrón se emplea como dulce en la repostería navideña, frecuentemente en obleas y tortas. Se suele partir en trozos y junto con otros dulces navideños (peladillas, mazapanes, polvorones, etc) suele servirse en un plato. En la provincia de Alicante suele haber en ciertas heladerías helados con sabores a turrón.
Es un alimento con muchos beneficios, sobre todo para deportistas, por su alto contenido en proteínas y minerales. Precisamente es la miel y las almendras, ingredientes principales, que le aportan un alto contenido calórico.